# تپچ
تپچ (به لاتین: Tępcz) یک روستا در لهستان است که در Gmina Luzino واقع شده‌است.

## خصوصیات
تپچ ۳۱۹ نفر جمعیت دارد.